# Bona Sforza
Bona Sforza (født 2. februar 1494 i Vigevano, Italien, død 19. november 1557) var en dronning af Polen og storhertuginde af Litauen, som giftede sig med Sigismund 1. af Polen. Hun var formelt den regerende hertuginde af Bari og prinsesse af Rossano mellem 1524 og 1557 og havde retten til slægten Briennes arveret til tronen af kongeriget Jerusalem. Hun var politisk aktiv i sin tid som polsk dronning og havde stor indflydelse på statsanliggender.

## Liv og levned
Bona var datter af hertug Gian Galeazzo af Milano og Isabella af Aragon. Hun var niece til Bianca Maria Sforza, som var gift med Maximilian I, kejser af det tysk-romerske rige og ærkehertug af Østrig.
Bona modtog en omfattende uddannelse, herunder i jura, teologi, administration og historie, overvåget af Crisostomo Colonna, et medlem af det italienske Accademia Pontaniana, og Antonio Galateo. Hendes far døde samme år som hun blev født, og magten i Milano blev overtaget af en anden familiegren. Hendes mor forlod derefter Milano og bosatte sig hos Bona i Bari i hendes hjemland Napoli. Hendes mor Isabella forsøgte at arrangere et ægteskab med en hersker for Bona, som kunne være behjælpelig for Isabella i den herskende politiske situation. Med støtte fra Habsburg-dynastiet lykkedes det hende at arrangere et ægteskab mellem Bona og monarken i Polen. Ægteskabet mellem Bona og Sigismund fandt sted i Kraków den 18. april 1518 og blev efterfulgt af hendes kroning som dronning.

### Dronning
Bona Sforza var en fortaler for italiensk renæssancekultur, hvis stil i høj grad kom til at påvirke den polske kultur. Derudover introducerede hun grøntsager fra Italien til det polske køkken. Bona var politisk aktiv og tog med støtte fra sin mand straks aktiv del i regerings- og statsanliggender. Hun skabte en magtbase ved at uddele poster og kontorer til udvalgte følgere. En vigtig del af hendes politik var skabelsen af større indtægter til kronen, da hun anså et stærkt økonomisk grundlag som det vigtigste grundlag for dynastiets politiske råderum. Bona førte en politik, der var fjendtlig over for Habsburgerne.
Ved sin mors død i 1524 arvede Bona Sforza hertugdømmet Bari og fyrstedømmet Rossano i Italien samt arveretten til kongeriget Jerusalem. Hun forsøgte at bytte disse områder ud med Schlesien, men virksomheden mislykkedes, fordi den ikke havde hendes mands støtte. Efter at hun faldt af hesten og aborterede i 1527 og efterfølgende ikke var i stand til at få flere børn, tvang hun sin søn til at blive sin mands medregent for at sikre dynastiets kontinuitet: i 1527 blev han medregent i Litauen og i 1529 i Polen. Hendes magtbase forværredes efter hendes søn forlod Polen i 1544 for at regere alene i Litauen. I 1547 modsatte hun sig sin søns kærlighedsægteskab med Barbara Radziwiłł, fordi hun var bange for denne families magtambitioner.

### Senere liv
Efter sin mands død i 1548 bosatte Bona sig i Masovien, hvor hun boede i otte år. Hun blev i 1551 anklaget for at have forgiftet sin svigerdatter, dronning Barbara Radziwiłł. I 1556 vendte Bona tilbage til Italien, hvor hun slog sig ned i sit eget hertugdømme Bari som regerende hertuginde. Et år efter blev Bona Sforza forgiftet af sin betroede hofmand Gian Lorenzo Pappacoda. Anstifterne til mordet var angiveligt Huset Habsburg, som havde forfalsket hendes testamente for st tjene på det, og samtidig undgå at skulle tilbagebetale et lån på 430.000 dukater (napolitansk mønt), som Bona Sforza havde givet til Fernando Álvarez de Toledo, hertug af Alba og vicekonge for kongen af Spanien, Filip 2. af Spanien.